# Merdeka 118
Merdeka 118 так же известная как Menara Warisan Merdeka или KL 118 — сверхвысокое здание, расположенное в Куала-Лумпуре, столице Малайзии. По состоянию на конец 2022 года является вторым по высоте зданием в мире (такое же место занимает в списке самых высоких зданий и сооружений мира) после Бурдж-Халифы в Дубае (ОАЭ) и самым высоким из зданий и сооружений в Малайзии. В ноябре 2021 года здание достигло проектной высоты — 678,9 м. Сообщалось, что завершение третьей фазы строительства ожидается в 2024 или 2025 году.

## История
Строительство Merdeka 118, о котором было объявлено в 2010 году, началось в 2014 году. Проект был разработан австралийской компанией Fender Katsalidis и RSP Architects Planners & Engineers. Название «Merdeka» означает «независимость»; оно отсылает к наименованию расположенного рядом с башней стадиона, который известен как место официального провозглашения независимости. 
В марте 2020 года из-за пандемии COVID-19 строительство было приостановлено. Проект вызывал широкую критику в социальных сетях. В частности, их пользователи выражали сомнение в необходимости строительства дорогостоящего небоскрёба во время восстановления экономики после кризиса, вызванного пандемией COVID-19.
К июню 2021 года строительство небоскрёба было завершено на 81 %.
Проектной высоты здание достигло 30 ноября того же года. Премьер-министр Малайзии Исмаил Сабри Яакоб, выступая на церемонии, посвящённой этому событию, выразил гордость по данному поводу и подчеркнул, что это не только большое достижение в области инженерии, но и дальнейшее укрепление позиции Малайзии как современного развитого государства. По завершении строительства небоскрёб станет первой башней в стране, получившей тройной платиновый рейтинг с международными сертификатами устойчивости, включая престижную награду Leadership in Energy and Environment Design.

## Описание
Здание находится в историческом анклаве в центре Куала-Лумпура. В небоскрёбе откроется первый отель Park Hyatt в Малайзии. Об этом было объявлено в 2018 году. Также в здании будут расположены самая высокая смотровая площадка в Юго-Восточной Азии, торговый центр, музей, мечеть, офисы и квартиры. Рядом с небоскрёбом раскинется парк[2], спроектированный ландшафтным архитектором из Бостона Сасаки.
Общая высота здания составляет 678,9 м, причём более 160 м приходится на шпиль.

## Интересный факт
28 декабря 2022 года двое туристов-экстремалов — блогеры из России — нелегально поднялись на небоскрёб Merdeka 118, чтобы снять эффектные фото и опубликовать их в соцсетях.